# Jindo coreano
Il cane Jindo coreano (진돗개) è una razza di cane da caccia originaria dell'isola di Jindo in Corea del Sud. 
Oggi è stato importato negli Stati Uniti e in Gran Bretagna da parte di immigrati sudcoreani; viene celebrato nella sua terra natale per la sua forte lealtà e coraggio. 
La razza Jindo è stata riconosciuta dallo United Kennel Club il 1º gennaio 1998 e dalla Fédération Cynologique Internationale nel 2005.

## Storia
Non si hanno traccia scritta dell'origine del cane Jindo coreano. Le autorità concordano sul fatto che gli Jindo esistessero sull'isola di Jindo da molto tempo. Una teoria propone i Jindo come incroci con cani mongoli quando le forze mongole invasero la Corea intorno al XIII secolo.
Oggi è una razza sono tutelata dalla legge coreana sulla protezione delle proprietà culturali.
Nel 1962, il governo della Corea del Sud ha designato il Jindo come il 53° "tesoro naturale" (o tradotto come "monumento naturale") (천연 기념물; 天然 記念 物) e ha approvato l'ordinanza sulla conservazione di Jindo. 
A causa dello status speciale della razza Jindo, è molto difficile esportare Jindo di razza al di fuori della Corea. Gli Jindo hanno marciato nelle cerimonie di apertura dei Giochi olimpici estivi 1988 a Seoul, in Corea. Lo United Kennel Club ha riconosciuto l'Jindo il 1º gennaio 1998.
La Jindo Dogs Guild of Korea (in coreano: 한국 진돗개 조합), a partire dal 2008, rilascia certificati di purezza del cane Jindo coreano, che specifica il numero di registrazione della madre, il sesso e la data di nascita del cane, nonché l'indirizzo dell'allevatore e se il cane è di razza.
La razza è apparsa per la prima volta in Occidente in Francia e da allora un piccolo numero è stato introdotto nel Regno Unito e negli Stati Uniti. Nel 2016, c'erano solo due Jindo registrati negli Stati Uniti: uno nell'area di Los Angeles e uno a Seattle. Mentre c'erano 25 cani registrati nel Regno Unito.